# Roi Zhao de Chu
Le Roi Zhao de Chu (chinois : 楚昭王 ; pinyin : Chŭ Zhāo Wáng), (???-489 av. J.C), est le douzième Roi de l'état de Chu. Il règne de 515 à 489 av J.C., durant la Période des Printemps et Automnes, de l'histoire de la Chine.Son nom de naissance est  Xiong Zhen (chinois : 熊珍), « Roi Zhao » étant son nom posthume. Dans des documents découvert lors de fouilles réalisées dans la région correspondant à l'ancien état de Chu, ils attribuent également le nom posthume de « Roi Shao » (chinois : 卲王). Il est le fils du Roi Ping de Chu.

## Règne
En 506 av. J.-C., le Roi Helü de l'État de Wu prend le commandement d'une armée pour envahir le Chu. Son armée est commandée par le stratège militaire Sun Tzu, auteur de L'Art de la guerre, ainsi que par Wu Zixu, un exilé du Chu dont le père et le frère ont été tués par le roi Ping de Chu. L'armée du Wu met en déroute celle du Chu lors de la bataille de Boju, à l'issue de laquelle Nang Wa, le commandant du Chu, s’enfuit vers l'État de Zheng.
L'armée du Wu poursuit les soldats du Chu ayant survécu à la bataille, remporte plusieurs autres batailles et s'empare de Ying, la capitale du Chu. Le général Shen Yin Shu réussit à infliger une défaite à l'armée du Wu, mais il est gravement blessé lors des combats et finit par demander à un officier de sa propre armée de l'achever, ce qu'il fait. 
La défaite du Chu est telle que le roi Zhao est forcé de fuir. Pendant sa fuite, il est blessé par une flèche tirée par un soldat du Chu à Yunmeng, mais il finit par arriver dans l'État de Sui, situé dans le nord de l'actuelle province du Hubei, en passant par Yun. Pendant ce temps, Shen Baoxu (chinois : 申包胥), un ministre d'État du Chu, se rend dans l'État de Qin pour demander de l'aide. Au début, le Duc Ai de Qin, ne donne pas de réponse claire, mais après que Shen ait passé sept jours à s'agenouiller et à gémir dans la cour du palais de Qin, le Duc Ai, ému par son dévouement, accepte d'envoyer des troupes pour aider le Chu. Par la suite, l'armée du Wu finit par replier et le roi Zhao peut enfin revenir dans sa capitale.
On trouve dans le Zhuangzi une anecdote liée à cette défaite, mais dont l'historicité reste à prouver. Il s'agit de l'histoire d'un boucher spécialisé dans la viande de moutons nommé Yue (chinois : 屠), un sujet du roi Zhao. Yue s’enfuit du Chu lors de l'attaque du Wu et suit le roi Zhao dans son exil, et revient avec lui lorsqu'il revient dans sa capitale. Le roi Zhao veut offrir des cadeaux à Yue pour le récompenser de sa loyauté, mais pour des raisons de croyances morales personnelles, ce dernier refuse d'accepter tout cadeau malgré les offres répétées du roi.
« Lorsque le roi Zhao de Chu a perdu son royaume, le boucher de moutons Yue l'a suivi dans sa fuite. Lorsque le roi (recouvra) son royaume et y retourna, et qu'il voulut récompenser ceux qui l'avaient suivi, en venant chez le boucher Yue, ce dernier lui dit : "Quand notre grand roi a perdu son royaume, j'ai perdu ma boucherie de moutons. Quand sa majesté a repris son royaume, j'ai aussi repris ma boucherie de moutons. J'ai récupéré mes revenus et mon rang; pourquoi en plus parler de me récompenser ? Le roi, (en entendant cette réponse), dit : "Forcez-le (à accepter la récompense) ;" mais Yue dit : "Ce n'est pas à cause d'un de mes crimes que le roi a perdu son royaume, et donc je n'ai pas osé faire face à la mort (qui m'attendait si j'étais resté dans la capitale). Et comme ce n'est pas grâce à mes services qu'il a retrouvé son royaume, je n'ose donc pas me considérer comme digne d'une quelconque récompense de sa part".
(Après cette nouvelle réponse,) le roi a demandé que le boucher lui soit présenté, mais Yue a dit : "Selon la loi de Chu, une grande récompense doit être donnée pour un grand service, et le bénéficiaire doit ensuite être présenté au roi ; mais ma sagesse n'était pas suffisante pour préserver le royaume, ni mon courage suffisant pour mourir aux mains des envahisseurs. Lorsque l'armée de Wu est entrée, j'ai eu peur du danger, et je me suis mis à l'abri des voleurs - ce n'était pas dans un but précis (c.a.d par loyauté) que je suivais le roi. Et maintenant, il souhaite, au mépris de la loi et en violation des conditions de notre pacte social, me voir à la cour - ce n'est pas de cela que j'aimerais qu'on parle à travers le royaume". Le roi dit à Zi-qi, le ministre de la guerre : "La position du boucher de Yue est basse et mauvaise, mais son discours sur ce qui est juste est très élevé ; demande-lui d'accepter la place de l'un de mes trois nobles les plus distingués". (Lorsque la décision du roi est communiqué à Yue), il dit : "Je sais que la place d'un noble aussi distingué est plus noble que l'étal d'un boucher de moutons, et que le salaire de 10 000 zhong est plus que ses bénéfices. Mais comment pourrais-je, par mon avidité de rang et d'émolument, faire porter à notre souverain la responsabilité d'une dispense illégale de ses dons ? Je n'ose pas répondre à vos souhaits, mais je désire retourner à mon étal de boucherie". Il n'a donc pas accepté (la récompense offerte par le roi). »
En 489 avant J.-C., le roi Zhao est témoin d'un phénomène météorologique connu sous le nom de "Nuages ressemblant à de nombreux oiseaux rouges volant de manière pressée" (chinois : 雲如眾赤鳥, 夾日以飛), qui est considéré comme étant un mauvais présage. Peu de temps après, le roi Fuchai de Wu attaque l'État de Chen, qui demande l'aide du roi Zhao. Le roi prend alors personnellement le commandement de ses troupes et est tué lors d'une bataille contre l'armée du Wu.

## Famille
Le roi Zhao est marié à Zhen Jiang (chinois : 貞姜), la fille du marquis de Qi (chinois : 齊侯), tandis que sa mère est Bo Ying (chinois : 伯嬴. Il a également une sœur et au moins trois frères aînés, dont les mères sont des concubines de leur père. Ces trois frères s’appellent Shen (chinois : 王子申), Jie (chinois : 王子结) et Qi (chinois : 王子啟), mais les textes chinois utilisent parfois leurs noms de courtoisie pour les désigner, soit respectivement  Zixi (chinois : 子西), Ziqi (chinois : 子期) et Zilü (chinois : 子闾).